# Mariana Foglia
Mariana Foglia Costa (Montevideo, 28 de junio de 1982) es una regatista del equipo olímpico de Uruguay, que actualmente compite en la clase Nacra 17 con su esposo, Pablo Defazio.
Es hermana de Alejandro Foglia, que participó en las olimpiadas de Atenas 2004, Pekín 2008 y Londres 2012.

## Trayectoria
Empezó a navegar en Optimist, pasando posteriormente a la clase Snipe, en 2000, como tripulante de su hermana, Andrea Foglia. En 2002 finalizaron cuartas en el campeonato del mundo femenino que se disputó en San Petersburgo (Florida), para ganar, a continuación, los dos siguientes mundiales de la clase, que tienen carácter bianual, los de 2004 y 2006.
Tras obtener los dos títulos mundiales con su hermana, se casó en 2008 con Pablo Defazio, con quien ya había navegado en los Campeonatos Sudamericanos de la clase Snipe en 2002, 2007 y 2008. Juntos ganaros los campeonatos uruguayos de 2012 y 2013, y los Juegos Suramericanos de Playa en 2014. En esos juegos también ganaron el bronce en la clase Nacra 17 y en la clase Snipe en la edición de 2023.
Desde 2013 preparó la campaña olímpica con Pablo Defazio, compitiendo por primera vez en esta clase en el Campeonato Mundial de Nacra 17 de 2013 en La Haya. En enero de 2016 consiguieron clasificarse para los Juegos Olímpicos de Río de Janeiro 2016, donde se clasificaron en el puesto 17.